# Elizabeth Stonem
 (juin 2012).
Si vous disposez d'ouvrages ou d'articles de référence ou si vous connaissez des sites web de qualité traitant du thème abordé ici, merci de compléter l'article en donnant les références utiles à sa vérifiabilité et en les liant à la section « Notes et références ».
Elizabeth « Effy » Stonem est un personnage de fiction apparaissant la série télévisée britannique Skins, interprété par Kaya Scodelario.
Lors des deux premières saisons de la série, Elizabeth Stonem n'est qu'un personnage secondaire, puis lors des saisons 3 et 4, elle devient le personnage principal succédant à son frère Tony, lui-même personnage principal des deux premières saisons.

## Biographie du personnage
Elizabeth Stonem, dite Effy (ou appelée Eff par Pandora et parfois par Cook) est la sœur du cynique et manipulateur Tony Stonem. Sous son apparence de petite fille modèle et son silence, elle est une fêtarde qui sort toutes les nuits et ne rentre qu'au petit matin, au moins aussi cynique que Tony. Elle est également très froide et distante. Après l'accident de Tony à la fin de la première saison, elle commence à parler beaucoup plus. Lors de la deuxième saison elle rencontre Pandora Moon, qui deviendra sa meilleure amie. Effy a le rôle principal dans la troisième saisons, succédant ainsi à son frère.

## Histoire du personnage

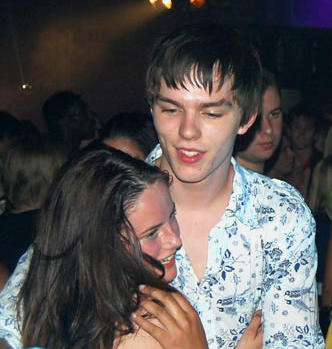
Kaya Scodelario et Nicholas Hoult (Tony) en 2007

### Dans la saison 1
Dans le premier épisode de la saison (Tony), on la voit rentrer chez elle au petit matin, courtement vêtue et très maquillée. Tony l'aide à rentrer sans se faire remarquer de ses parents, ce qu'on devine être une routine bien rôdée. Elle se démaquille et s'habille d'une tenue d'école stricte avant d'aller prendre son petit-déjeuner.
L'épisode 8 lui est dédié (Effy). On y apprend qu'Effy ne parle jamais à personne. La complicité entre Tony et Effy y est tout aussi évidente que dans le premier épisode. Ils se sourient lors du repas du soir tandis que leur père raconte une histoire qu'ils ont visiblement entendue maintes fois. On découvre aussi que Tony l'aide à faire le mur : il enfile une des chaussettes d'Effy, se glisse sous la couette de celle-ci en laissant son pied dépasser afin que les parents la croient endormie. Elle sort avec une autre fille de son âge qui est extrêmement bavarde. Elles retrouvent une connaissance d'Effy, qui les introduit dans un entrepôt où Effy va rencontrer un garçon avec qui elle prendra une pilule. 
Plus tard, ils retrouvent le frère d'Abigail, Josh, qui lui injecte de la drogue dure, ce qui amène Effy à prononcer ses premières paroles, avant de s'évanouir. Josh s'arrange pour attirer Tony seul jusqu'à eux sans qu'il ne puisse savoir où il va. Quand Tony arrive, il le laisse constater qu'Effy est inconsciente et quand celui-ci tente d'appeler une ambulance, il casse son téléphone et essaye d'obliger Tony à avoir un rapport sexuel avec Effy alors qu'elle est inconsciente. Tony refuse, supplie en larmes pour ne pas avoir à le faire, ce qui suffit à satisfaire Josh ; il les laisse partir à l'hôpital et Effy s'en sort finalement sans dommage après un léger coma.
Dans l'épisode suivant, le final de la saison 1, Michelle rend visite à Effy un samedi dans l'école privée où l'ont mis ses parents après son « accident ». Michelle se rendra compte de son silence et lui demandera si personne ne s'en inquiète. Question à laquelle Effy ne répondra pas bien entendu. Michelle lui avouera également le mal que lui a fait son frère, ce qui semble ne pas heurter Effy.
Par la suite, elle adresse la parole à Tony pour lui reprocher son comportement vis-à-vis de Michelle, le traitant sévèrement de « branleur ».
Dans la première saison, Effy est donc un personnage très énigmatique du fait de son mutisme. Elle apparaît comme très précoce et n'ayant peur de rien.

### Dans la saison 2
Dans la seconde saison le personnage d'Effy prend plus d'importance, en effet elle est l'un des seuls soutiens dont dispose Tony (avec Maxxie). Elle aide son grand frère à réfléchir, à se réhabiliter, à prendre des décisions... Mais elle continue aussi de faire la fête, comme on le voit dans le premier épisode, malgré l'expérience traumatique vécue dans l'épisode « Effy » de la première saison. Le septième épisode lui est dédié, épisode dans lequel elle rencontre sa future meilleure amie : Pandora Moon.
Durant l'épisode 6, « Tony », il apparait clairement qu'elle prend soin de Tony depuis son accident ; elle l'aide à se rendormir quand il se réveille en sursaut après un cauchemar en lui lisant des mythes grecs. Elle parle aussi à Michelle et Sid mais est assez sèche avec eux, peut-être en réponse à leur relation amoureuse, ou peut-être simplement par loyauté envers son frère.
Dans « Effy », l'épisode 7 de la saison qui lui est consacré, on apprend qu'à présent elle parle beaucoup plus, on la voit dans la maison en sous-vêtements, fumant une cigarette avant d'aller à l'école ; la maison est dans un grand désordre. Son père est en voyage d'affaires en France et sa mère est en dépression depuis l'accident de Tony (on la voit prendre des cachets destinés à Tony et elle passe apparemment ses journées au lit). Effy, en revanche, assume plus ou moins un rôle de figure parentale, on la voit laver et sécher ses vêtements et ceux de Tony, quoique maladroitement, et s'occuper de sa mère.
À l'école, le professeur d'arts plastiques d'Effy lui demande d'aider une nouvelle élève, Pandora, et lui explique que si elle ne réussit pas son travail d'arts plastiques elle sera renvoyée de l'école. Même si Effy semble rejeter la demande de Pandora d'être « son amie », elle la laisse la suivre et la ramène chez elle.
À la maison, Tony reçoit un paquet de Michelle : c'est la montre, maintenant cassée, qu'il lui avait offerte pour son anniversaire. Ceci le rend encore plus frustré et énervé vis-à-vis de Sid. Effy énonce à Sid son problème, qui est forcé de reconnaître qu'elle a raison dans son analyse de la situation et accepte de faire son devoir d'arts plastiques en échange de la résolution de ses problèmes de cœur.
Effy, accompagnée de Pandora, va acheter de la drogue à Cassie et lui parle de Sid, mais n'insiste pas lorsque Cassie ignore ses remarques, trop occupée à coucher avec fille et garçon. Effy et Pandora se rendent ensuite en boîte, où Effy vend la drogue à l'aide de Jake, un camarade de classe, qui a pour seul but de coucher avec Effy. Tony la voit aussi vendre la montre qu'il avait offerte à Michelle, ce qui le rend fou de rage envers elle. Plus tard, on apprend qu'en réalité elle ne l'a pas vendue mais réparée et envoyée à Michelle avec les mots "Pour Toujours" gravés. Ceci adoucit Michelle suffisamment pour qu'elle veuille reparler à Tony.
Quant à Sid, Effy envoie Jake chez Cassie, sachant qu'il était probable qu'ils couchent ensemble, et prend des photos depuis une fenêtre. Elle couvre un Sid endormi de ces photos, le choquant assez pour qu'il confronte Cassie, et les deux se réconcilient finalement. On apprend que Cassie n'avait en fait pas couché avec le très jeune homme.
À l'école, Effy n'utilise pas la création de Sid pour elle-même mais pour Pandora, et explique à son professeur que son travail est conceptuel et consiste en une foule d'émotions qu'on ne peut pas voir mais qui sont partout : la colère, la jalousie, l'amertume, la lassitude, l'espoir, la luxure, l'amour.
À la fin de l'épisode, le père d'Effy arrive à la maison et la trouve propre, et sa femme a bonne allure, tout ceci probablement grâce à Effy.
Enfin, dans le final de la saison 2, on voit Effy dans le dernier plan, qui sourit à la caméra malicieusement, allongée dans le lit de Tony, ce qui laisse à prévoir son rôle prépondérant dans la troisième saison, où elle succède en quelque sorte à son frère.

### Dans la saison 3
Effy étant le seul personnage important restant des deux précédentes saisons, elle prend plus d'importance que dans les autres saisons et parle beaucoup plus. Elle est toujours accompagnée de Pandora Moon, désormais sa meilleure amie.
On peut imaginer dès le premier épisode le triangle ou plutôt le quatuor amoureux qui peu à peu va se former entre, Effy, Cook, Freddie et JJ. Dans cet épisode, Effy fait de l'attirance des trois garçons un jeu. Cook remportant ce jeu, elle couche avec lui.
Dans les épisodes 3 et 4, on remarque qu'Effy est très concernée par la séparation de ses parents. Elle éprouve notamment une certaine haine envers eux, si bien qu'elle avouera à Pandora qu'ils la détruisent même s'ils ne le font pas exprès. 
Lorsque Pandora sera en colère contre elle, pour avoir gâché sa pyjama party, elle dit à Katie qu'elle a toujours été elle-même et ne s'énerve jamais. Quand Freddie lui reprochera ensuite de ne pas s'être occupé de JJ, elle reportera la faute sur la séparation de ses parents.
Dans l'épisode suivant, Freddie lui rend visite et lui demande de sortir avec lui. Effy refuse car d'après elle, elle pourrait lui briser le cœur. Freddie lui répond qu'après tout c'est peut-être lui qui va le lui briser ce à quoi Effy répond que personne ne lui brise le cœur. Plus tard ils vont quand même s'embrasser passionnément. Mais lorsque Freddie lui rend visite, sa mère lui dit de dégager. Il aperçoit alors Effy à la fenêtre accompagné de Cook. On comprend alors qu'Effy a peur d'affronter ses sentiments envers Freddie, c'est pourquoi elle se tourne vers Cook avec qui il n'y a pas de sentiments.
Lorsque dans l'épisode 7, JJ lui avoue qu'il l'aime, et elle lui répond que tout le monde l'aime sauf sa mère et son père. Aussi, lorsque JJ lui demande d'arrêter ce jeu avec Cook et Freddie, elle lui répond qu'elle ne peut pas, ayant besoin de susciter l'amour de quelques personnes pour ne pas se sentir vide.
L'épisode 8 lui est consacré. Dans cet épisode, Katie demande à Effy de les conduire à une fête dans les bois. À la fête, Effy se drogue beaucoup, puis elle va se promener avec Katie qui lui demande de ne plus s'approcher de Freddie. Celle-ci devient violente, tire les cheveux d'Effy et lui crache sur le visage. Effy frappe alors Katie avec une pierre et s'enfuit. Elle va ensuite retrouver Freddie et couche avec lui.
Le lendemain, Freddie l'appelle et lui apprend ce qui est arrivé à Katie, ignorant encore que c'est Effy la responsable. Elle se rend à l’hôpital, où les autres finissent par le découvrir et ne veulent plus lui parler, même Pandora. À la fin de l'épisode, on voit Effy monter dans une voiture avec Cook.
Dans le final de la saison, on découvre qu'Effy et Cook sont dans un village où vit le père de ce dernier. Après quelques périples, Effy appelle Freddie, et lui demandera de venir car Cook aurait des ennuis. À la fin de l'épisode, JJ les réunit tous les quatre, et demande à Effy d'arrêter de jouer celle que personne ne connait. Il lui dit que Freddie l'aime, que Cook l'aime, et que lui l'aime aussi, et qu'elle doit impérativement choisir entre eux. Effy regarde Cook, puis son regard se pose finalement sur Freddie. Cook réagit mal et s'en va. Alors qu'ils sont seuls, Freddie dit à Effy que c'est elle qui en a fait un jeu, et lui rappelle la liste qu'elle avait fait. Il l'accuse de tout ce qui s'est passé par sa faute. Quand la seule réponse qu'elle trouvera sera de dire qu'elle le sait, ils s'embrasseront. 

### Dans la saison 4
On apprend que durant l'été, Effy est parti avec sa mère en Italie, et qu'en raison de sa culpabilité pour la douleur qu'elle a causé, elle n'a eu de contacts avec personne. Elle est absente au premier jour d'école, et les autres supposent qu'elle est toujours en Italie. On l'aperçoit enfin seulement à la fin de l'épisode avec Pandora. Dans l'épisode suivant « Emily », Effy va parler à Freddie, et lui dit que c'est de lui qu'elle est amoureuse. Les deux sortiront ensemble. Dans « Cook »,  Effy rend visite en prison à Cook, et lui dit qu'elle aime Freddie, ce qui semble blesser Cook. 
Dans « Freddie » on peut suivre la descente aux enfers d'Effy. Sa mère est partie en Italie, donc Effy et Freddie sont seuls à la maison, buvant et se droguant à longueur de temps. Puis Effy devient rapidement dépendante aux drogues et commence une dépression, ce qui effraie Freddie, puisque c'est la raison pour laquelle sa mère s'est suicidée. Il finit par emmener Effy chez son grand-père, avec Katie. Effy tente alors de se suicider dans les toilettes. 
Effy se retrouve alors dans un hôpital psychiatrique, et voit un psy nommé John Foster. À première vue, Effy semble guérie. Mais rapidement son entourage se rend compte qu'elle a subi une sorte de lavage de cerveau : Effy pense qu'elle doit quitter sa famille, ses amis et Freddie pour aller mieux. Par la suite, l'on découvre que son psy est obsédé par elle et qu'il l'hypnotise pour l'éloigner de son entourage et la garder pour lui. Lorsque Freddie se rend chez le psy pour lui demander de laisser Effy tranquille, celui-ci le tue. Seul Cook découvre la vérité et lorsque Effy découvre un cahier de Freddie où est écrit pendant plusieurs pages « je l'aime », elle semble honnêtement touchée et perturbée.

### Dans la saison 7
Effy est devenue réceptionniste pour un fonds spéculatif de Londres. Alors qu'elle parvient à couvrir une bévue de sa supérieure, pensant pouvoir modifier sa place dans l'entreprise, elle se retrouve licenciée durant quelques minutes avant d'être réengagée puis promue. Elle devient petit à petit la maîtresse de son patron. Par la suite, Effy, en difficulté depuis sa promotion, profite et abuse de la gentillesse d'un collègue épris d'elle pour obtenir des informations dont elle se sert avec succès. Mais la réussite ne dure qu'un temps pour Effy, qui fera l'objet d'une enquête de la FSA (l'autorité britannique de régulation du secteur financier), qui aboutira à son incarcération, d'une durée inconnue.